# Euphorbia xanti
Euphorbia xanti är en törelväxtart som beskrevs av Georg George Engelmann och Pierre Edmond Boissier. Euphorbia xanti ingår i släktet törlar, och familjen törelväxter. Inga underarter finns listade i Catalogue of Life.

## Bildgalleri

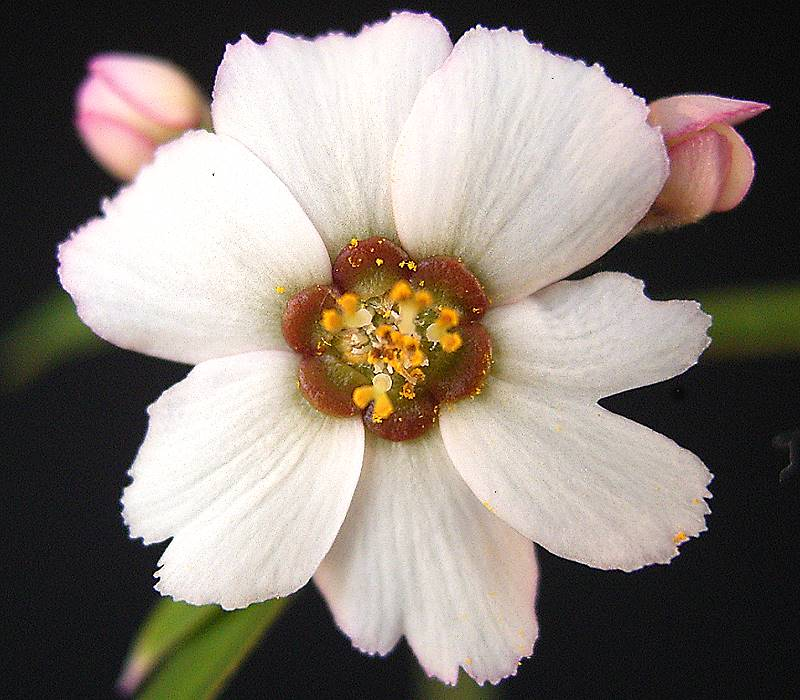
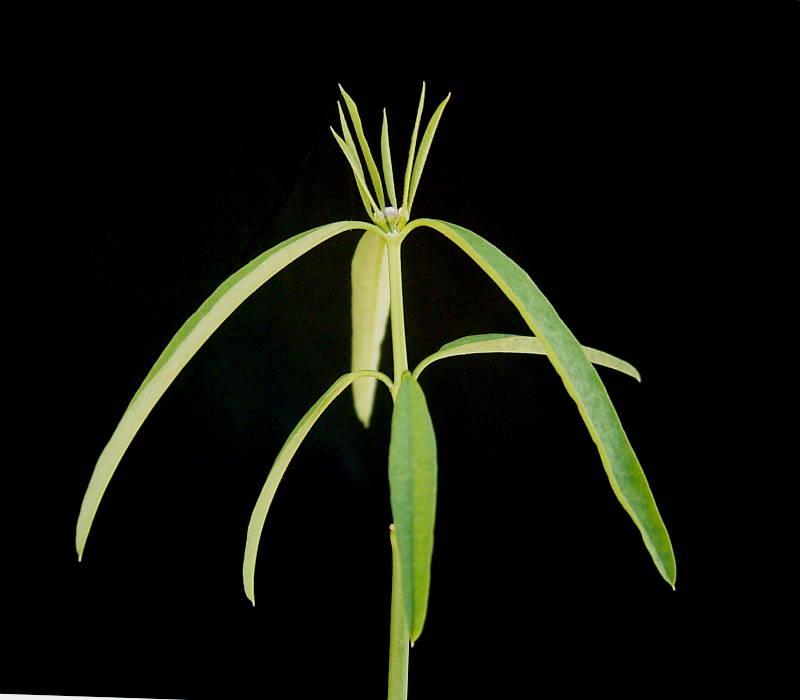
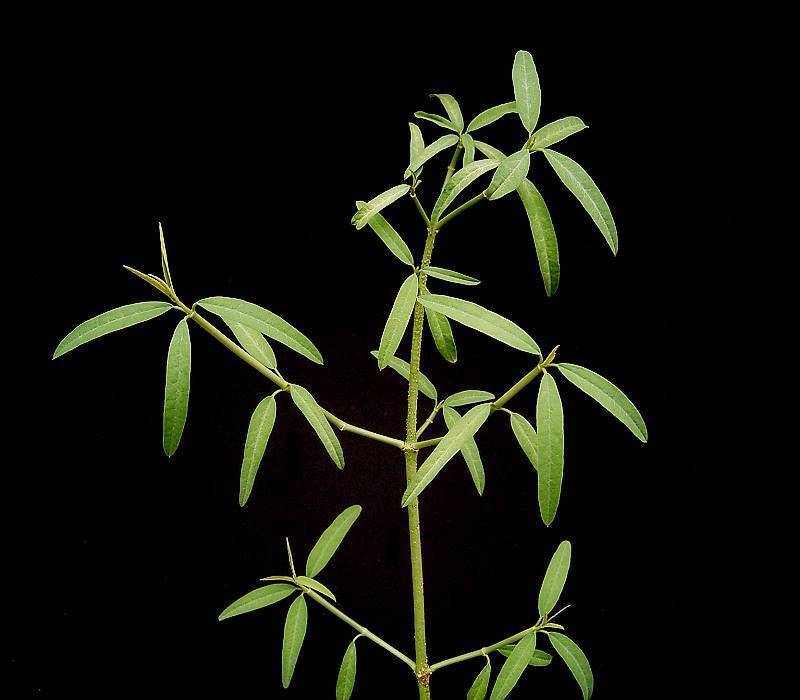